# 共和党 (アメリカ合衆国)
共和党（きょうわとう、英語: Republican Party、GOP（Grand Old Party））は、アメリカ合衆国の政党。民主党と並ぶ、アメリカの二大政党である。
党のイメージカラーは赤で、共和党が強い州を「赤い州（Red State）」と呼ぶ。党のシンボルはゾウ。1860年アメリカ合衆国大統領選挙においてリンカーンが党の強さの象徴としてゾウを新聞に掲載したのが起源といわれており、その後風刺画家のトーマス・ナストが共和党をゾウになぞらえたことで広まり、1870年代に党のシンボルとして採用された。

## 概説
1854年に南部の奴隷制度に反対する北部の運動の連合体として結党された。1860年アメリカ合衆国大統領選挙でエイブラハム・リンカーンを同党最初の大統領に当選させて以降、第3政党制と第4政党制（1860年 - 1932年）の間に民主党を圧倒して支配的立場にあった。現在の第5政党制下では民主党と拮抗して政権交代を繰り返している。
当初は進歩主義的だったが20世紀半ばまでに保守政党化した。現在では一般に民主党を「リベラル」、共和党を「保守」に分類する。市場経済を重視し、政府の市場介入を最小限にする「小さな政府」を党の基本理念としている。支持基盤は当初は北部の商工業者や農民だったが、保守政党化と共に変動し現在は民主党が都市部を基盤としているのに対して共和党は中西部や南部の農村地帯を基盤としている。これまでに19人の共和党大統領が誕生しており、この数はどの政党よりも多い。2021年現在同党は上院の過半数・州知事職の過半数・州議会の過半数（29）・21の州政府のトライフェクタ（州知事職と両議会）を支配している。現職の連邦最高裁判所判事9人のうち6人は、共和党の大統領によって指名された。

## 歴史
共和党が結党された1850年代のアメリカでは、南部においては黒人奴隷を使役してのプランテーション経営が行なわれていたのに対し急速に工業化する北部においては「自由な労働」という理念が広がっていた。しかし、当時の北部の人々の意識は依然として農本主義的であり安価で豊富な土地が残されていた西部への進出を望む人が多かった。そのため北部では、南部農場主が西部に進出するのを防ぐ目的で「自由な労働」理念と結びついた「自由な土地」（「奴隷制に汚染されていない土地」という意味）理念が盛んに唱えられるようになり、奴隷制をめぐる北部と南部の対立が深まった（北部の反奴隷制の理念は現代的な人道主義の観点から生まれた訳では無く、あくまで西部の土地獲得が目的だった点に注意）。
当時（第2政党制期）の2大政党民主党とホイッグ党は共に南部選出議員を抱えていたので南部の利害に配慮し、北部の支持を失って衰退（特にホイッグ党は解党に向かう）、自由土地党などの第3政党の党勢拡大がみられるようになった。
1854年5月に民主党政権はカンザス準州とネブラスカ準州の組織を定めたカンザス・ネブラスカ法を制定したが同法は南部選出議員に配慮し、奴隷制の是非について当該準州の住民の決定に委ねるとした条文を含んでおり、これはミズーリ妥協の原則だった36度30分以北への奴隷制の拡大禁止の合意を破棄するに等しい内容だった。

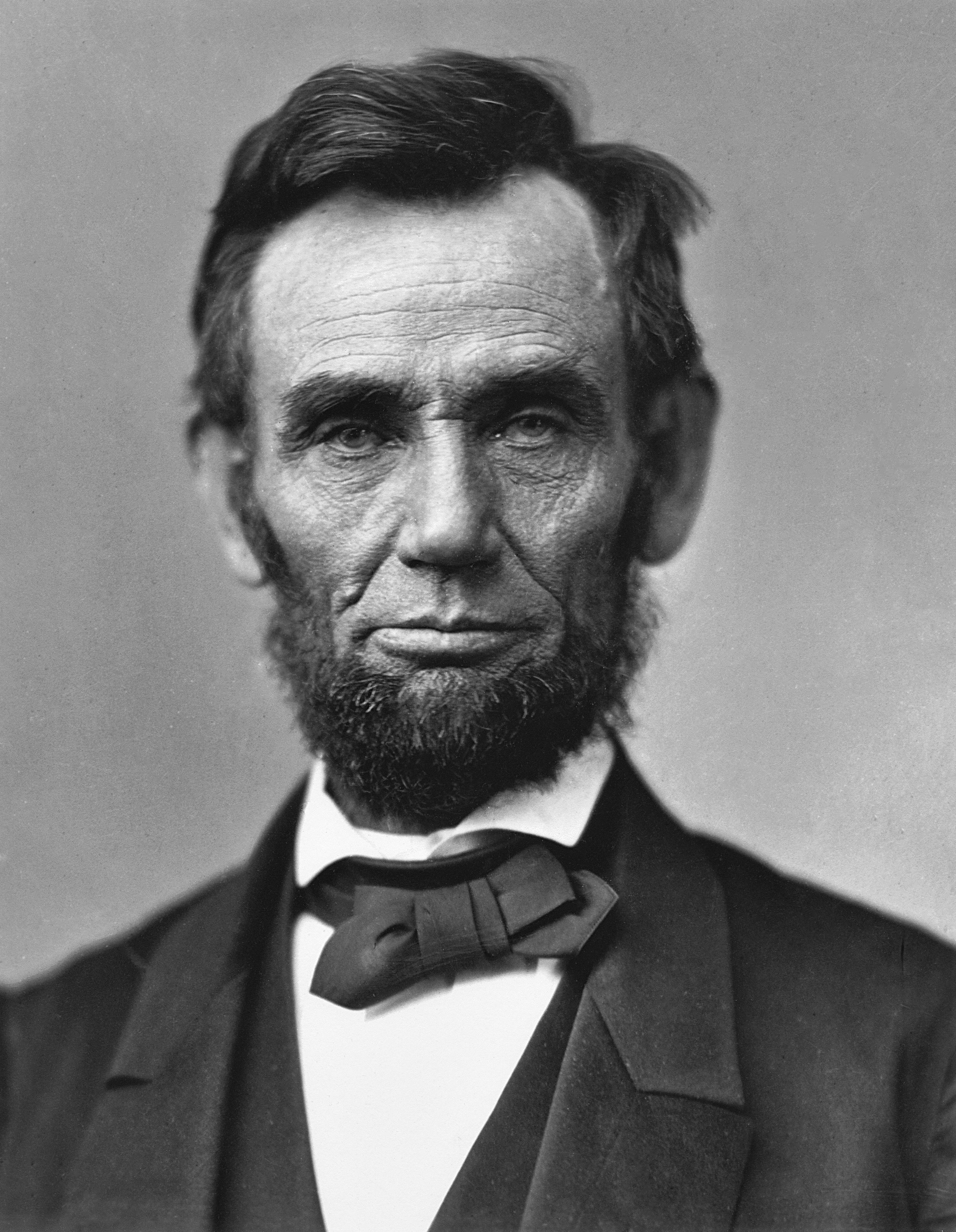
共和党の最初の大統領エイブラハム・リンカーン

そのため北部では同法への激しい反対闘争が展開され、その闘争の中から民主党やホイッグ党、自由土地党などの元党員も含んで反奴隷制、反民主党の連合勢力として結成されたのが共和党だった。1854年5月にウィスコンシン州リポンにおいて新党結成が提言され同年7月にミシガン州ジャクソンの党大会で正式に共和党が発足した。共和党は全州にまたがっていた民主党と違い、北部のみを地盤とする「地域政党」だったが、成立から4年にしてホイッグ党に取って代わる民主党の対抗勢力に成長し、1860年の大統領選挙では民主党が奴隷制問題をめぐって北部と南部に分裂したのを機として、党候補エイブラハム・リンカーンが北部と西部の州を押さえて当選を果たした。リンカーンの当選に南部諸州は強く反発し、南北戦争の発端となった。1865年南北戦争が北軍の勝利に終わった後、リンカーンと議会共和党の主導で制定された憲法修正13条によって奴隷制は禁止された。
南北戦争後には勝利者の党として絶対的な支持を集めて民主党を圧倒し、世界大恐慌までの第三政党制・第四政党制期（1860年-1932年）のほとんどの期間を共和党が政権を担当した。とりわけ北部の商工業者や農民、あるいは北部の福音主義・敬虔主義のプロテスタント（アメリカ生まれの市民の多数を占める）は、「改革」の党である共和党を支持し続けた。
南北戦争後の共和党は資本家政党の性格を強めて大企業の利益を擁護し、外交面においては対外積極策を展開した。特に大陸内のフロンティア征服が完了した19世紀末からは積極的な帝国主義外交・対外膨張政策をとり、アメリカを列強国家へと導いた。
もともと共和党は進歩主義政党だったが、20世紀前半に革新主義が離脱。特に1929年の世界大恐慌後はニューディール政策をとった民主党が都市部や革新層を掌握するようになり、結果フランクリン・ルーズベルトとハリー・トルーマンの20年にわたる民主党政権を許すことになった。長期にわたって野党に沈むことになった共和党は、ルーズベルトへの対抗から南部民主党勢力とともに保守化を強めていった。

### 第二次世界大戦終結後

赤狩りを主導した共和党上院議員ジョセフ・マッカーシー

第二次世界大戦終結後はソ連の不穏な動き・北朝鮮による韓国侵略などで反共主義が高まった。特にウィスコンシン州選出の共和党のジョセフ・マッカーシー上院議員が「反共の英雄」として登場して赤狩りを主導し、民主党政権を共産主義と結び付けて批判してその信用を失墜させた。マッカーシーはエスカレートしすぎて「アメリカ軍全体が共産主義に同情的」など荒唐無稽な方向へ行ってしまったこともあって赤狩りはやがて下火に向かうが、アメリカ社会に根強い反共主義を残し、それが共和党にとって反転攻勢のきっかけとなった。
1952年アメリカ合衆国大統領選挙では民主党人気の凋落と当時NATO司令官だったドワイト・アイゼンハワーの担ぎ出しに成功したことが功を奏し、アイゼンハワーを当選させて20年ぶりの共和党政権を誕生させた。2期8年に渡って務めたアイゼンハワーはニューディール官僚の首をすべて飛ばし、実業家優先政治をすすめたが、議会を民主党に握られていたため、共和党が「忍び寄る社会主義」として目の敵にしていたテネシー川流域開発公社（TVA）の民営化や、国民年金制度の廃止には失敗した。
1960年から1968年にかけて民主党に政権を奪われたが、黒人の公民権運動の高まり以降共和党は「法と秩序の回復」をスローガンにしたり、黒人公民権に否定的な立場を取ることによって、長年民主党の地盤であった南部に本格的に進出するようなった。1968年アメリカ合衆国大統領選挙で当選したリチャード・ニクソン以降は南部を地盤に大統領を輩出するようになった。南部保守主義や軍需産業、キリスト教右派が共和党の支持基盤になっていき、ベトナム戦争後の1970年代には「強いアメリカ、小さな政府」を掲げて次第に勢力を回復していった。
1974年8月9日にニクソンがウォーターゲート事件で辞職した後、ジェラルド・R・フォード副大統領が大統領に昇格したが、1976年アメリカ合衆国大統領選挙ではウォーターゲート事件が尾を引き、民主党のジミー・カーターに敗北した。しかしカーター政権下で財政赤字が膨らんだ上にイラン革命の石油危機によるスタグフレーションなど経済危機が深刻化した。

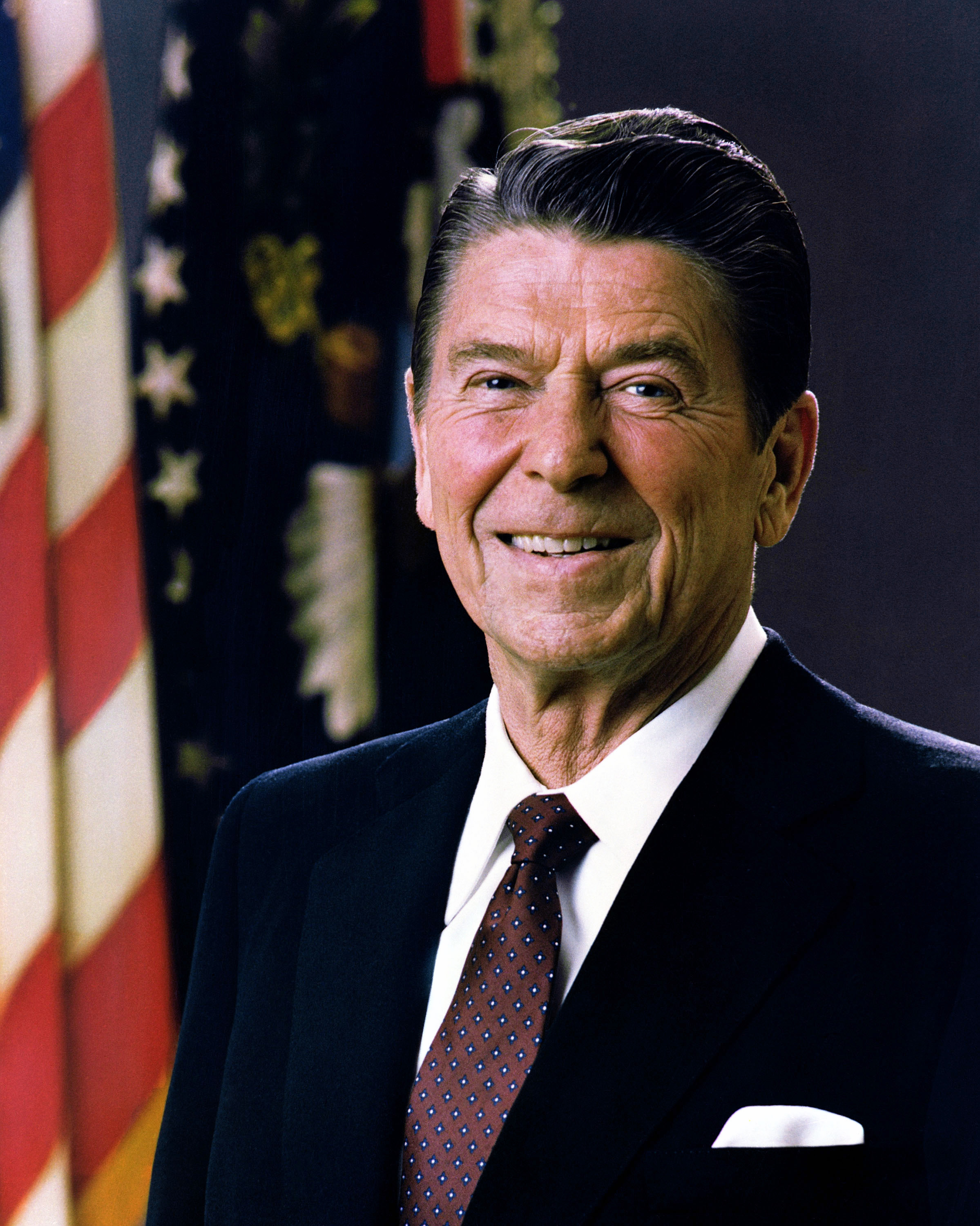
共和党の小さな政府路線を決定づけたロナルド・レーガン

そこにニューディール構造の完全なる解体を目指す「小さな政府」論者のカリフォルニア州知事ロナルド・レーガン率いる共和党右派が登場した。バリー・ゴールドウォーターの急進右派の流れを汲む共和党右派は、規制緩和・減税・福祉改革・企業活動の自由の拡大を推進して労働組合主義や福祉中心主義と対決する立場であり、伝統的な経済的自由放任主義者のみならず、1970年代後半に伝統的家族観・性道徳観を唱えて台頭した新右翼運動や、プロテスタント主流派教会のリベラリズムへの迎合に反発を強めていた福音派などのキリスト教右派勢力、さらには民主党政権の福祉偏重を批判して民主党から離脱した新保守主義勢力などが結集した勢力であり、かつてニクソンに率いられた中間派・東部の穏健派を抑えこんで党の主導権を握った。こうした共和党右派勢力の運動の高まりで1980年アメリカ合衆国大統領選挙では現職のカーター大統領を破ってレーガンが当選を果たした。とりわけキリスト教右派運動の高まりは南部を「バイブル・ベルト」として固め、南部の共和党支持の傾向をより鮮明にさせ、1980年と1984年の大統領選挙では「レーガン・デモクラット」と呼ばれる南部民主党員のレーガン支持現象が発生している。
レーガンは反ニューディール・反福祉国家・反税金・反ソ反共など保守イデオロギーを前面に打ち出し、「レーガノミクス」と呼ばれる大規模な規制緩和、減税政策、福祉見直し政策を行い「小さな政府」を強力に推進した。その人気は絶大でレーガン政権で2期8年、ジョージ・H・W・ブッシュ政権で1期4年の計12年に渡る長期の共和党政権を築いた。

### 冷戦終結後から現在まで
1992年アメリカ合衆国大統領選挙は湾岸戦争の勝利で一時は支持率が90パーセントに達していた現職のジョージ・H・W・ブッシュが有利と見られていたが、選挙の時期が丁度経済下降局面だったことや、財政赤字を批判して財政均衡を訴えた第3候補のロス・ペローが大量得票したことで票を削られ民主党の大統領候補であるビル・クリントンに敗北して政権を失った。
1996年アメリカ合衆国大統領選挙でも政権奪還に失敗したが2000年アメリカ合衆国大統領選挙では党の大統領候補であるジョージ・W・ブッシュがクリントン政権の副大統領だった民主党の大統領候補であるアル・ゴアを史上稀にみる接戦の末に破って当選した（1888年アメリカ合衆国大統領選挙以来112年ぶりに得票数で劣るも獲得選挙人数で勝利した事例となった）。2001年9月11日の同時多発テロ事件はアメリカ国民を団結させジョージ・W・ブッシュ政権の支持率を一時は90パーセントに上昇させたが共和党右派の対外強硬派が外交主導権を握るきっかけとなり、アフガン戦争・イラク戦争が実施された。ほぼ挙国一致で支持されたアフガン戦争に比してイラク戦争は内外から強い反対が起こり、支持率降下のきっかけになり、2004年の大統領選挙は子ブッシュが再選を果たしたものの、2006年の中間選挙はハリケーン・カトリーナ被災対応遅れへの批判、イラク戦争批判の高まり、共和党議員のスキャンダル連続などが重なって上下両院の過半数を民主党に奪われた。
2008年アメリカ合衆国大統領選挙ではジョン・マケインを党候補としたが、民主党の大統領候補であるバラク・オバマに敗北して政権を失った。オバマ政権が目玉とした医療保険改革案（オバマケア）は巨額の政府支出を必要とし、共和党右派はこれを「社会主義政策」「非アメリカ的」と批判し、「小さな政府」を目指す草の根の運動「ティーパーティー運動」と連動し、オバマケアへの攻撃を強めた。そうした批判運動の高まりに加え、失業率の上昇もあって、2010年の中間選挙は共和党が下院の過半数を獲得することに成功した。2012年アメリカ合衆国大統領選挙ではミット・ロムニー候補を立てて現職のオバマ大統領に挑むも「白人・富裕層寄り」という評価を覆せず敗北している。しかし同時に行われた下院選挙では議席を増して過半数を維持し、政権チェック機能を残した。さらに2014年の中間選挙では下院の議席をさらに伸ばして247議席を獲得し、第二次世界大戦後最多の勝利を得た。上院でも過半数を獲得した。
2016年アメリカ合衆国大統領選挙では党の大統領候補であるドナルド・トランプが、民主党候補の元ファーストレディ（大統領夫人）ヒラリー・クリントンに対して得票数で劣るも獲得選挙人数で勝利して当選し、8年ぶりに政権復帰。しかし2018年の中間選挙では上院の過半数を維持したものの、下院の過半数を失った。 さらに2020年アメリカ合衆国大統領選挙では再選を目指すトランプが党の大統領候補として出馬するも、オバマ政権の副大統領だった民主党の大統領候補であるジョー・バイデンに敗北して政権を失った。同日に行われた下院選挙と上院選挙でも共和党は過半数を取れなかった。
しかし、2024年アメリカ合衆国大統領選挙では3回目の出馬となるドナルド・トランプがアメリカ副大統領のカマラ・ハリスを破り当選したため共和党は政権に復帰した。上下両院でも共和党が過半数を獲得した。

## 党の思想や傾向と民主党との差異
当初の共和党は南部保守主義の影響を受ける民主党に相対する存在として、北部進歩主義の影響を受けて古典的自由主義を支持し、奴隷制の拡大に反対し、経済改革を支持した。しかし1912年以降、党はイデオロギー的に右にシフトした。特に世界恐慌後に民主党がフランクリン・ルーズベルトと彼のニューディール政策によって左傾化すると、ルーズベルトへの対抗から保守化を強めていった。 1964年公民権法と1965年投票権法の後に党の中核的な基盤はシフトし、南部の州は大統領政治においてより確実に共和党州となった。21世紀の党の支持基盤には、農村部に住む人々、サイレント・ジェネレーション、白人男性、福音派キリスト教徒などが含まれている。人種的マイノリティーの大半は民主党支持の傾向があるが、ヒスパニックのうちキューバ系のみはキューバで共産革命が起きた際に亡命してきた人やその子孫が多いので、反共主義の感情が根強く、共和党支持者が多い。
ルーズベルト以降の民主党が経済・社会政策において「大きな政府」を志向するのに対し、共和党は「小さな政府」志向がより強く、自由市場や資本主義の擁護、民営化や規制緩和の推進、減税といった路線を取ることが多い。減税は特に法人税と相続税（相続税廃止を唱える者もある）について主張し、累進課税に反対する。福祉（公的扶助）は可能な限り縮小を目指し、公的扶助を受ける者には勤労論理教育や労働の義務を課すことを主張する。元来アメリカは実業家や個人の自由競争の努力で強大になった国家なのだから、20世紀以降民主党政権によって肥大化させられた政府の役割は縮小させ、商売の自由競争を妨げる規制を撤廃していくべきだというのが共和党の基本的な考え方である。これについて共和党大統領アイゼンハワーは次のように述べている。
武器保有権を定めたアメリカ合衆国憲法修正第2条を「個人の権利」と理解することで銃規制には反対の立場を取る。対して民主党は「州の権利」と理解することで銃規制に比較的前向きとされる。
移民の制限・軍事費の増加・中絶の制限・労働組合の制限などの傾向も持つ。1973年のロー対ウェイド訴訟での最高裁判決後に共和党は党綱領で中絶に反対し、福音主義者の間で支持を伸ばした。
共和党は健康保険制度について全国民がもれなく加入する公的な保険制度を作ることには一貫して反対している。膨大な費用がかかって国庫の負担が大きい・保険運用のため政府組織が肥大化する・健康問題という極めて個人的な問題に政府が介入することは個人の自由の侵害であり違憲である・政府が管理する体制ができれば医療関係者に無責任が広がって医療技術の低下につながる・不必要な医療行為が行わわれるようになる・中絶などの医療行為や避妊薬の提供などが宗教病院に行われるようになることなどを問題点として指摘している。
ビル・クリントンの民主党政権でファースト・レディのヒラリー・クリントンの提唱による国民皆保険の公的健康保険制度（ユニバーサルヘルスケア）の創設案が1994年後半の議会にかけられた際、共和党が猛反対して計画は潰されている。またバラク・オバマ民主党政権下で発効された民間保険会社が販売する健康保険の購入を公的補助のもと国民に義務付けた医療保険制度改革（オバマケア）にも共和党が強く反対し、2017年にトランプ共和党政権に政権交代した後にはオバマケアの廃止が目指され、個人の自由を侵害する違憲立法として提訴し、裁判で係争中となっている。
環境問題については国内環境の保全に積極的に取り組む議員もいるが、地球温暖化問題には懐疑的な議員が多く、省エネルギーよりも短期的な経済効率を優先する傾向が目立つ。内外の批判を浴びる中で、2001年3月にはジョージ・W・ブッシュ政権が京都議定書から、2020年11月・2026年1月にはトランプ政権がパリ協定からそれぞれ離脱している。2024年8月時点で、連邦議会の議員のうち、123人の共和党員は人為的な地球温暖化を否定している。
通商政策については、共和党は初期には保護主義と関税に強くコミットしていたが、20世紀中期以降に保守政党化してからは北米自由貿易協定（NAFTA）などの自由貿易協定を積極的に支持する立場であった。民主党内は自由貿易について意見が分かれているため、一般に共和党の方が自由貿易に積極的であると言われていた。しかしトランプ政権下ではTPPに強く反発し、特定国家の輸入品への関税を課すなど再び保護主義的な貿易を志向するようになった。
外交政策は単独行動主義の傾向が強いとされ、国際協調を重視するとされる民主党との対比で「タカ派」とされることが多い。子ブッシュ政権期のイラク戦争は民主主義国家内でもフランスやドイツなどの反対があった中で行われたため、単独行動主義の典型とされた。ドナルド・トランプ政権も「アメリカ第一主義」をスローガンに同盟国と足並みを合わせようとしない単独行動主義外交が目立ち、アメリカの孤立をもたらした。軍縮条約からも一方的に離脱する傾向があり、子ブッシュ政権は2002年に弾道弾迎撃ミサイル制限条約（ABM条約）から、トランプ政権は2018年にイラン核合意、2019年に中距離核戦力全廃条約（INF廃棄条約）から それぞれ離脱している。

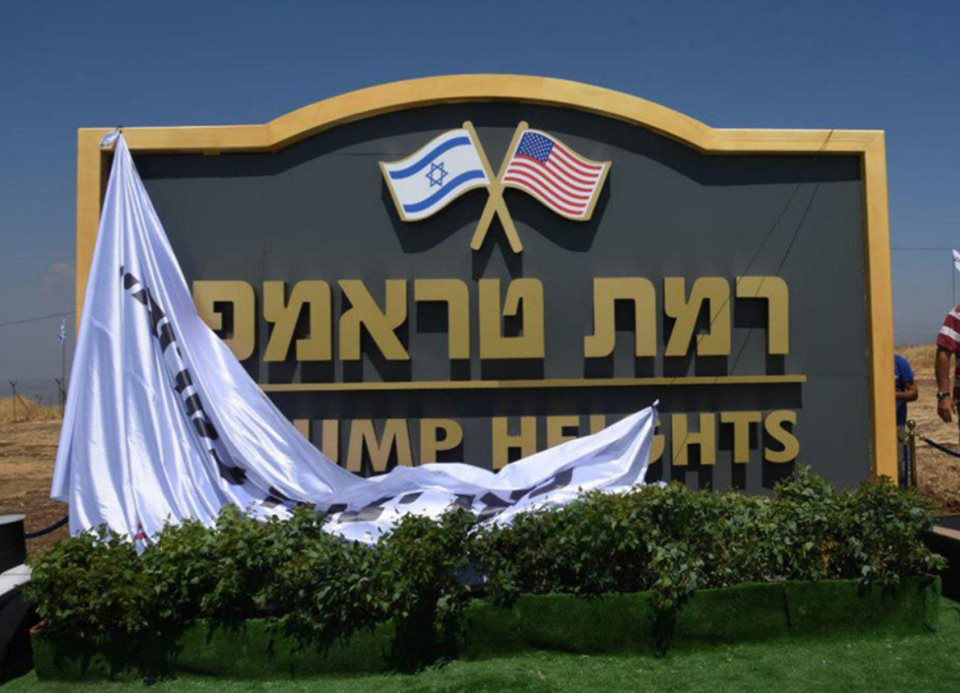
ゴラン高原のトランプ高原。共和党大統領ドナルド・トランプによるゴラン高原の主権をイスラエルに認める決定に感謝の意を示すため、イスラエル政府は2019年6月17日にゴラン高原の新たな入植地をトランプ高原と命名した。

イスラエル支援を信仰の柱とする福音派から強い支持を受けている共和党の中東政策は、民主党以上に親イスラエル外交が顕著である。とりわけ2017年1月から2021年1月まで政権を担当したトランプ共和党政権はエルサレムをイスラエルの首都として承認したり、ゴラン高原の主権をイスラエルに認めるなど親イスラエル外交を強力に推し進めた。
台湾については2016年の政策綱領で「我々は台湾海峡の将来に関する全ての問題は対話を通じて解決され、台湾の人々に同意されなければならないという原則に基づき、台湾海峡の現状を変える一方的な措置に反対する。もし中国がこれらの原則に違反するなら、アメリカは台湾関係法に従って、台湾が自国を防衛するのを援助するであろう」としている。

## 派閥

### 19世紀
1854年の党創設以降、1877年のリコンストラクション完了までは急進派共和党が党の主要派閥だった。急進派は奴隷制に強く反対する強硬な奴隷制度廃止論者であり、解放奴隷の公民権と選挙権を強調した。また、南北戦争の主要目標として奴隷制度廃止を主張したほか、南軍に寛大すぎ、解放奴隷の救済が不十分だとしてエイブラハム・リンカーンの穏健なレコンストラクション計画に反対した。南北戦争終戦とリンカーン暗殺の後、急進派はレコンストラクション政策をめぐってアンドリュー・ジョンソンと衝突した。急進派は、解放奴隷の市民権を確立し、解放を完全に実施する努力を主導した。
穏健派共和党は、リンカーンの戦争政策を忠実に支持し、急進派共和党員が提唱するより過激な立場に反感を表明する派閥であった。穏健派は黒人参政権の問題にあまり熱心ではなく、寛大で和解的なレコンストラクション政策にも懐疑的だった。

### 20世紀
20世紀に入ると、共和党は旧右派とニューイングランドを中心とする穏健派とリベラル派に分裂し、ロックフェラー・リパブリカンとして知られるようになった。フランクリン・ルーズベルトのニューディールへの反対は、保守的な連合の形成を見た。1950年代には、伝統主義と社会保守主義と右派リバタリアニズムの融合が見られた。1955年からの第一波新右翼の台頭に続き、1964年にはよりポピュリスト的な第二波新右翼が続いた。
1980年代にはロナルド・レーガン率いる共和党右派が登場した。レーガンの台頭は、右翼ポピュリズムが台頭するまでの約30年間、党の有力な派閥であった（レーガン時代）。この派閥は規制緩和・減税・福祉改革・企業活動の自由の拡大を推進して労働組合主義や福祉中心主義と対決する立場であった。

### 21世紀
ネオコンは同時多発テロとその後のアメリカの対応へ強力な影響を与えた。2008年アメリカ大統領選挙のバラク・オバマの当選により、2009年にティーパーティー運動が形成され、2010年代から2020年代にかけてグローバリゼーションへの反発、移民危機に起因する右翼ポピュリズムの台頭が起こった。
右翼ポピュリズムは、2010年代を通じて共和党内でますます支配的な派閥となり、2016年のドナルド・トランプの当選につながった。共和党がは穏健派と保守派の連合から、リベラルな見解と党路線からの逸脱を敵視する堅実な右翼政党に移行した。CNNの世論調査によると、共和党の有権者の53%は、トランプへの忠誠心が彼らの政治的アイデンティティと共和党員であることの意味の中心であると考えているという。

## 組織

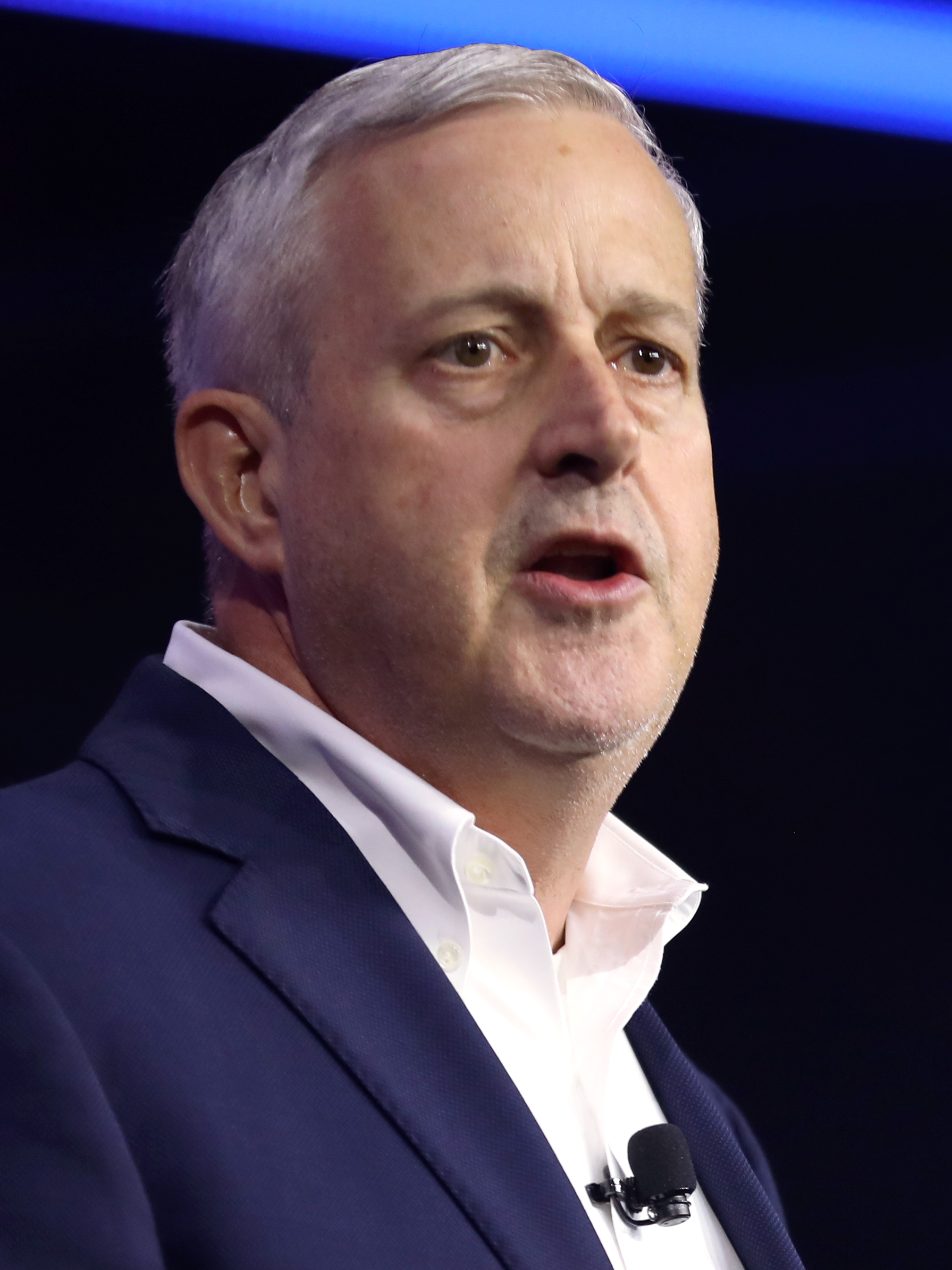
現在の共和党全国委員長マイケル・ワトリー

制度的な組織は共和党も民主党も同じである。アメリカの二大政党は西欧や日本の政党とは異なり、党全体の意思決定を行う機関も、党の最高責任者の党首も、党の基本理念を定めた綱領も存在しない。政党の組織についても、政党の公式な組織である「政党組織」（party organization）と、政党に所属する公職者（大統領や連邦議会議員）からなる「国家組織の中の政党」（party in gonvernment）では基本的に分離して存在しており、競合・対立することすらある。ここでは政党組織について触れるものとし、連邦議会における党については下記を参照。
全国委員会（National Committee）が党の最高機関と位置付けられており、この全国委員会が四年に一度全国大会を組織し、その大会において大統領候補と副大統領候補が選出される。また全国委員会は一年に二度会合を開くが、委員に就任するのは地方政治などで活躍した著名な党員が多い。全国委員会本部は首都ワシントンD.C.に置かれ、委員長は常勤で務める。委員長は党首ではなく、事務局長的な役割を果たすにとどまる（党首のような物は共和党にも民主党にも存在しない）。委員長には将来性のある若手政治家が付くことが多い。大物政治家が形式的に就任するようなことはなく、委員長は実際に総務の一切を引き受け、そのポストは若手政治家のトレーニングの場になっていると見られる。本部には広報担当など様々な部局が存在し、専門職としての背景を備えた人間たちが務めている。
全国委員会の下にあるのが州委員会（State Committee）である。州委員会の形は州ごとに様々であるが、州内の郡（county）や選挙区（district）から選出された委員がメンバーになっている。州委員にそれほど権限があるわけではないが、全国大会の州代表になることが多いので実力者が就任することが多い。
州委員会の下に郡委員会（County Committee）や選挙区委員会（District Committee）がある。実際の党活動は郡や市の委員会の単位で行われる。選挙区とは連邦下院議員を選出する目的で作られた区割りであり下院議員選挙において重要な意味を持つため、地元の有力者が就任することが多く、彼の周りに側近の活動家たちが控えていて、いざという時には側近たちがさらにその側近たちを駆り出すという出動態勢を整えていることが多い。共和党と民主党はこのような有力者を全米にそれぞれ3000人持っているといわれる。
選挙区はさらにプレシンクト（precinct）という住民数百人規模の小さな地区で分割されており、そこの統括者をキャプテンと呼ぶ。キャプテンは共和党・民主党それぞれ10万人持っていると言われ、その中で頭角を現した者が選挙区の指導者になり、その中でさらに指導力を発揮した者は州委員会のメンバーになり、全国大会に出席できる名誉を得られる。
予備選挙が普及する以前は地方党組織は「マシーン」と呼ばれ、地方党幹部は各種選挙での党の候補者の指名権を握ったので大きな権限を持ち、「ボス」と呼ばれた。ボスが行う任用は猟官制といわれる情実任用制度であり、選挙や党活動で貢献することが採用や昇進に有利になることが多かった。しかしこのやり方だと党や幹部への忠誠心が重視されがちで、しばしば不適切な人物の採用や昇進が行われる原因になったことから、しだいに能力主義や試験による採用・昇進に移っていった。さらに政党民主化の流れの中で党の候補者は予備選挙で決めるやり方が普及していった。
ただし共和党も民主党も強固な組織政党というわけではない点に注意を要する。党上部組織や党幹部の指示に従わないと処罰されるような文化はアメリカの二大政党には存在しない。党員たちは党の組織系統に注意を払うことなどほとんどないので、不明確な責任体制の中で物事を進めるのが一般的である。その実態は各地方の有力者の緩やかな連合体にすぎず、政党運営方法には地元特有の事情が大きく働き、地方ごとに様々である。上部組織のいうことなど全く意に介さないキャプテンも珍しくはないし、党内での対立や派閥争いなどは頻繁である。入党や離党も全くの自由であり、有権者登録や予備選挙登録の際に党名を記入する欄があり、そこに記入するとその党の党員として扱われ、それ以外の入党手続きは一切ない。党費納入義務も党活動への参加義務もほとんどないと言ってよい。

## 大統領候補と副大統領候補

### 選出方法

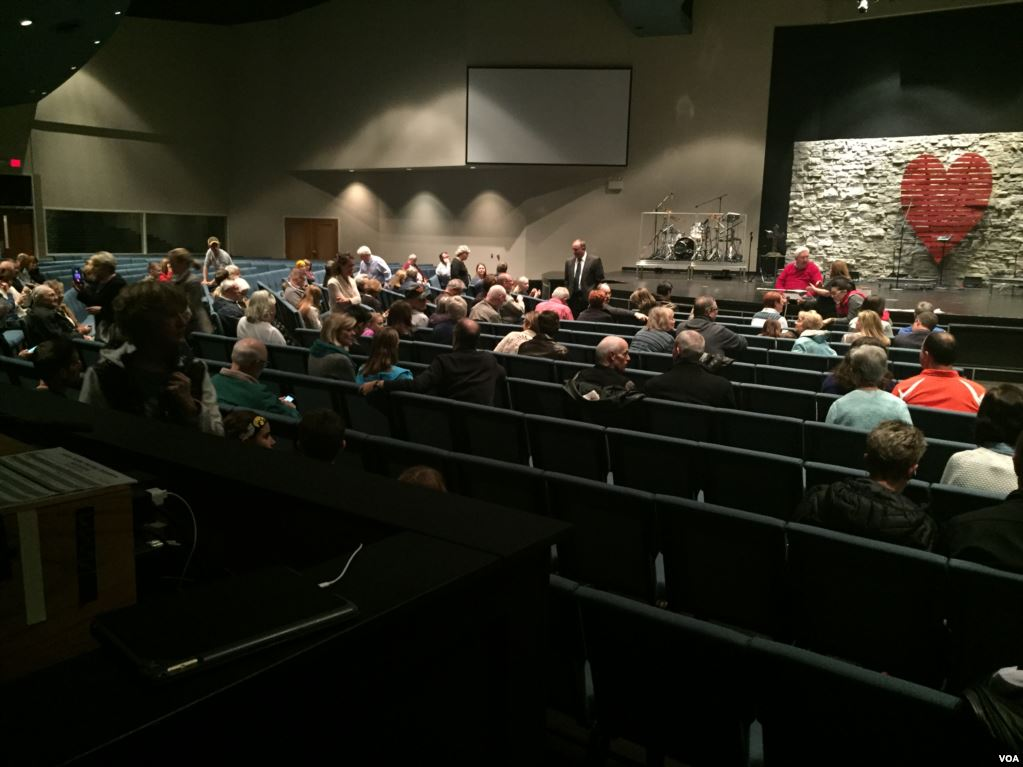
2016年2月1日共和党アイオワ州ウェストデモイン党員集会の様子

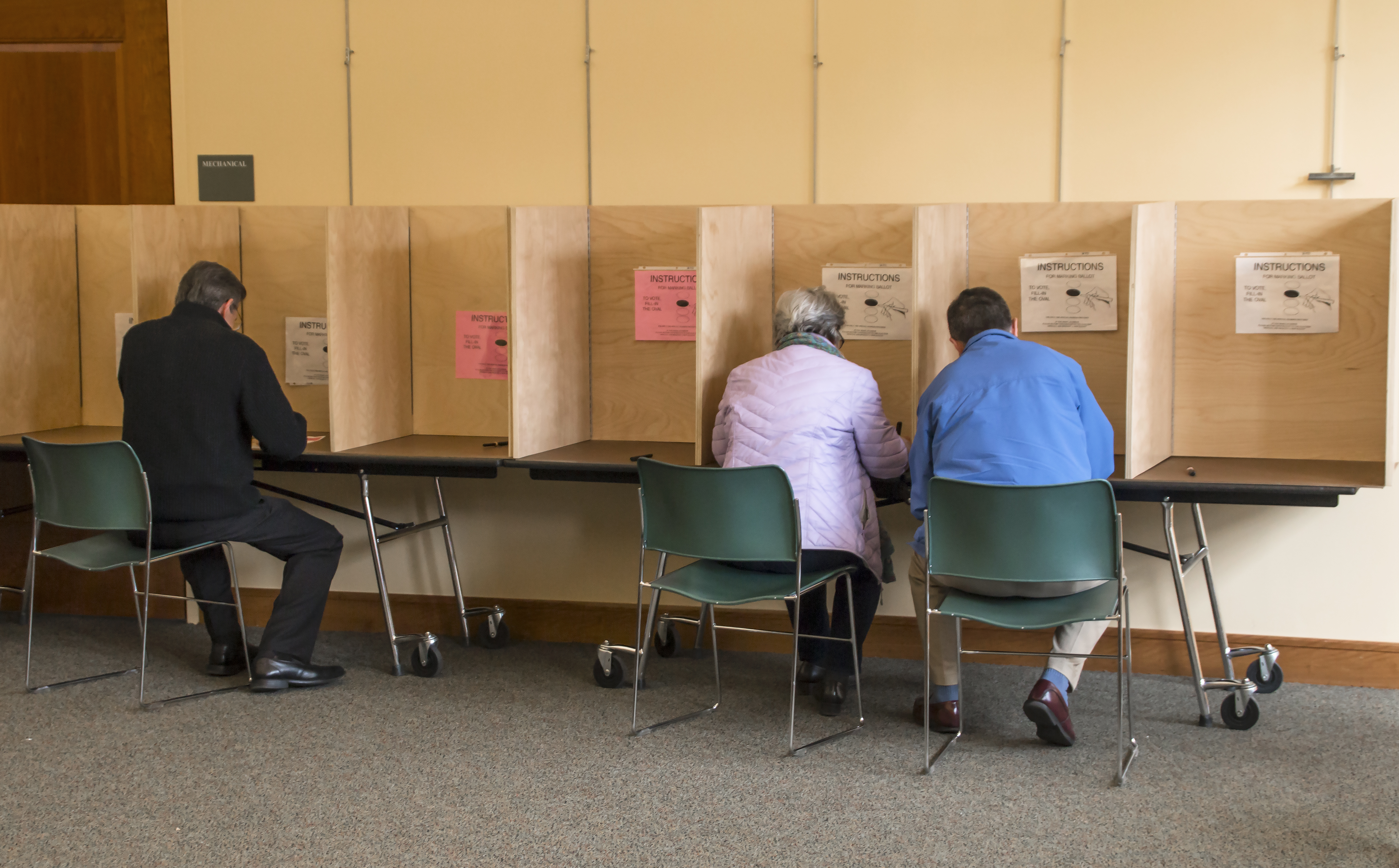
2016年3月1日マサチューセッツ州予備選挙に投票する有権者

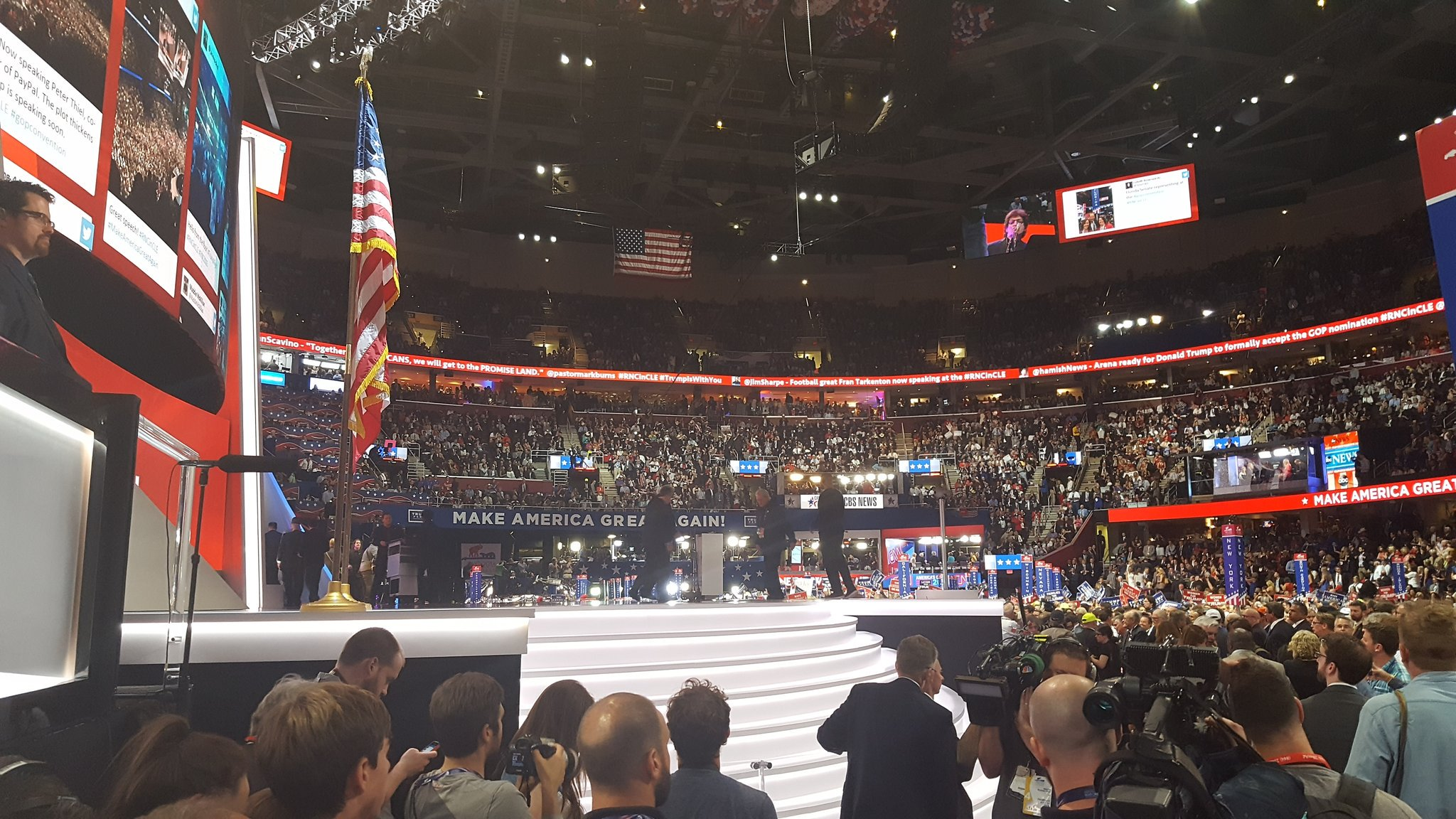
2016年共和党全国大会の様子

党の大統領候補・副大統領候補は、共和党でも民主党でも党全国大会に出席する代議員の投票によって選出される。1972年以前の全国大会の代議員は、州レベルの地方党幹部の影響下にある者がほとんどであり、実質的に地方党組織を取り仕切る「マシーン」政治を行う「ボス」たちの間で決められていた。大統領選に向けた予備選も一応存在したが、参考程度でしかなかった。しかし1968年の民主党全国大会における混乱の影響で、1972年から指名候補の選択が一般有権者に委ねられるようになり、現在のような各州ごとに予備選挙や党員集会を行って代議員を選出するスタイルが普及した。
予備選挙は一般有権者が各地に設置された最寄りの投票所に行き、そこであらかじめ支持する候補を表明している代議員候補に無記名投票するという間接選挙制である。時間はほとんどかからない。州によって党員のみが投票できるクローズド・プライマリーである場合と、党員以外も投票できるオープン・プライマリーである場合がある。予備選挙の費用は州が負担する。
これに対して党員集会とは党員が会合によって代議員を選出する方法である。参加者は代議員への投票を挙手などで表明する。党員集会は予備選挙よりは時間を取られるものの、長くてもせいぜい数時間である。党員集会は限られた場所でしか行われないため、一般的に予備選挙より参加人数が少なくなり、熱狂的な支持者が付きやすい極端な候補や活動家が大きな影響力を持つ傾向がある。党員集会は州ではなく各州政党によって行われる。
どちらを行うかは、州ごとに様々である（両方行う州もある）。
予備選挙や党員集会は大統領選挙が行われる年の1月から6月にかけて各州ごとに実施される。最初の党員集会が開かれるアイオワ州と最初の予備選挙が開かれるニューハンプシャー州はメディアの注目を集めるため、立候補者たちにとっても戦略上大きな意味を持つといわれる。
その後、他州でも予備選挙や党員集会が実施されていく。山場とされるのが2月から3月初旬の火曜日で各州の予備選挙や党員集会が集中するスーパー・チューズデーであり、ここでの勝敗が結果を決めることが多い。
予備選挙や党員集会で多数の支持を得た候補が党の正式候補として選出されるのが、7月以降に実施される全国大会である。ここでは各州の代議員に加え、特別代議員と呼ばれる人々も選出に関与する。共和党の場合だと党の全国委員会の構成員が特別代議員となる。しかし実質的には候補はそれまでの各州での予備選挙や党員集会で決している場合が大半なので、全国大会は党の大統領候補と副大統領候補をメディアにアピールするためのセレモニーの場となっている。
副大統領候補は大統領候補により指名され、大統領候補とともに党全国大会で選出される。副大統領候補の人選は大統領候補とのバランスが意識されることが多い。例えば大統領候補がイデオロギー的に中立な人なら、副大統領候補はイデオロギー色の強い人にしたり、大統領候補が都市部出身者なら、副大統領候補は農村地帯出身者にするなどして、党員の一部が他党の候補に投票するのを防ぐ。

### 歴代候補
| 年       | 当落     | 候補と当選者 | 候補と当選者                | 候補と当選者                  | 候補と当選者               | 大統領 | 大統領          |
| 年       | 当落     | 肖像         | 大統領                      | 肖像                          | 副大統領                   | 代     | 任期            |
| -------- | -------- | ------------ | --------------------------- | ----------------------------- | -------------------------- | ------ | --------------- |
| 1856年   | 落       |              | ジョン・フレモント          |                               | ウィリアム・デイトン       |        |                 |
| 1860年   | 当       |              | エイブラハム・リンカーン1   |                               | ハンニバル・ハムリン       | 16代   | 1861年 - 1865年 |
| 1864年   | 当       |              | エイブラハム・リンカーン1   | （アンドリュー・ジョンソン）2 |                            | 16代   | 1861年 - 1865年 |
| 1868年   | 当       |              | ユリシーズ・グラント        |                               | スカイラー・コルファクス   | 18代   | 1869年 - 1877年 |
| 1872年   | 当       |              | ユリシーズ・グラント        | ヘンリー・ウィルソン3         |                            | 18代   | 1869年 - 1877年 |
| 1876年   | 当6      |              | ラザフォード・ヘイズ        |                               | ウィリアム・ウィーラー     | 19代   | 1877年 - 1881年 |
| 1880年   | 当       |              | ジェームズ・ガーフィールド1 |                               | チェスター・アーサー       | 20代   | 1881年          |
| 暗殺昇格 | 暗殺昇格 |              | チェスター・アーサー        | 不在                          | 不在                       | 21代   | 1881年 - 1885年 |
| 1884年   | 落       |              | ジェイムズ・G・ブレイン     |                               | ジョン・ローガン           |        |                 |
| 1888年   | 当6      |              | ベンジャミン・ハリソン      |                               | リーヴァイ・モートン       | 23代   | 1889年 - 1893年 |
| 1892年   | 落       |              | ベンジャミン・ハリソン      |                               | ホワイトロー・リード       |        |                 |
| 1896年   | 当       |              | ウィリアム・マッキンリー1   |                               | ギャレット・ホーバート3    | 25代   | 1897年 - 1901年 |
| 1900年   | 当       |              | ウィリアム・マッキンリー1   | セオドア・ルーズベルト        |                            | 25代   | 1897年 - 1901年 |
| 暗殺昇格 | 暗殺昇格 |              | セオドア・ルーズベルト      | 不在                          | 不在                       | 26代   | 1901年 - 1909年 |
| 1904年   | 当       |              | セオドア・ルーズベルト      | チャールズ・フェアバンクス    |                            | 26代   | 1901年 - 1909年 |
| 1908年   | 当       |              | ウィリアム・タフト          |                               | ジェームズ・シャーマン3    | 27代   | 1909年 - 1913年 |
| 1912年   | 落       |              | ウィリアム・タフト          |                               | ニコラス・バトラー         |        |                 |
| 1916年   | 落       |              | チャールズ・ヒューズ        |                               | チャールズ・フェアバンクス |        |                 |
| 1920年   | 当       |              | ウォレン・ハーディング4     |                               | カルビン・クーリッジ       | 29代   | 1921年 - 1923年 |
| 病死昇格 | 病死昇格 |              | カルビン・クーリッジ        | 不在                          | 不在                       | 30代   | 1923年 - 1929年 |
| 1924年   | 当       |              | カルビン・クーリッジ        | チャールズ・ドーズ            |                            | 30代   | 1923年 - 1929年 |
| 1928年   | 当       |              | ハーバート・フーヴァー      |                               | チャールズ・カーティス     | 31代   | 1929年 - 1933年 |
| 1932年   | 落       |              | ハーバート・フーヴァー      |                               | チャールズ・カーティス     |        |                 |
| 1936年   | 落       |              | アルフ・ランドン            |                               | フランク・ノックス         |        |                 |
| 1940年   | 落       |              | ウェンデル・ウィルキー      |                               | チャールズ・マクナリー     |        |                 |
| 1944年   | 落       |              | トーマス・デューイ          |                               | ジョン・ブリッカー         |        |                 |
| 1948年   | 落       |              | トーマス・デューイ          | アール・ウォーレン            |                            |        |                 |
| 1952年   | 当       |              | ドワイト・アイゼンハワー    |                               | リチャード・ニクソン       | 34代   | 1953年 - 1961年 |
| 1956年   | 当       |              | ドワイト・アイゼンハワー    |                               | リチャード・ニクソン       | 34代   | 1953年 - 1961年 |
| 1960年   | 落       |              | リチャード・ニクソン        |                               | ヘンリー・ロッジ           |        |                 |
| 1964年   | 落       |              | バリー・ゴールドウォーター  |                               | ウィリアム・ミラー         |        |                 |
| 1968年   | 当       |              | リチャード・ニクソン5       |                               | スピロ・アグニュー5        | 37代   | 1969年 - 1974年 |
| 1972年   | 当       |              | リチャード・ニクソン5       |                               | スピロ・アグニュー5        | 37代   | 1969年 - 1974年 |
| 辞任交替 | 辞任交替 |              | リチャード・ニクソン5       | ジェラルド・フォード          |                            | 37代   | 1969年 - 1974年 |
| 辞任昇格 | 辞任昇格 |              | ジェラルド・フォード        |                               | ネルソン・ロックフェラー   | 38代   | 1974年 - 1977年 |
| 1976年   | 落       |              | ジェラルド・フォード        |                               | ボブ・ドール               |        |                 |
| 1980年   | 当       |              | ロナルド・レーガン          |                               | ジョージ・H・W・ブッシュ   | 40代   | 1981年 - 1989年 |
| 1984年   | 当       |              | ロナルド・レーガン          |                               | ジョージ・H・W・ブッシュ   | 40代   | 1981年 - 1989年 |
| 1988年   | 当       |              | ジョージ・H・W・ブッシュ    |                               | ダン・クエール             | 41代   | 1989年 - 1993年 |
| 1992年   | 落       |              | ジョージ・H・W・ブッシュ    |                               | ダン・クエール             |        |                 |
| 1996年   | 落       |              | ボブ・ドール                |                               | ジャック・ケンプ           |        |                 |
| 2000年   | 当6      |              | ジョージ・W・ブッシュ       |                               | ディック・チェイニー       | 43代   | 2001年 - 2009年 |
| 2004年   | 当       |              | ジョージ・W・ブッシュ       |                               | ディック・チェイニー       | 43代   | 2001年 - 2009年 |
| 2008年   | 落       |              | ジョン・マケイン            |                               | サラ・ペイリン             |        |                 |
| 2012年   | 落       |              | ミット・ロムニー            |                               | ポール・ライアン           |        |                 |
| 2016年   | 当6      |              | ドナルド・トランプ          |                               | マイク・ペンス             | 45代   | 2017年 - 2021年 |
| 2020年   | 落       |              | ドナルド・トランプ          |                               | マイク・ペンス             |        |                 |
| 2024年   | 当       |              | ドナルド・トランプ          |                               | J・D・ヴァンス             | 47代   | 2025年-         |

1. ^ 暗殺
2. ^ リンカーンは民主党員のアンドリュー・ジョンソンを副大統領候補として1864年の選挙に出馬
3. ^ 在任中に死去
4. ^ 病死
5. ^ 辞任
6. ^ 得票数では負けたものの、選挙人団を過半数確保し勝利した

## 連邦議会における党

### 連邦議会における党指導部
連邦議会内においては共和党・民主党ともに下院の院内総務とその補佐役の院内幹事を中心とする党指導部が意見集約を図るのが一般的となっている。
ただし議会内の党の規律はさほど強固ではない。議員には議院内閣制の国におけるような党議拘束が課されることはなく議会内の党指導部の方針に逆らったとしても党を除籍されたり、再選や議会内での出世に致命的な悪影響が及ぶようなことはない。むしろ委員会や本会議における議案の採決ではそれぞれの党の議員が自由に賛成票や反対票を投じる「交差投票」（cross voting）になることが多く下院議長を選出する場合などを除いては多数党も少数党も離反者が出るのが一般的となっている。
歴史的には連邦政府がさほど重要な役割を果たさず議員のポストがパトロネージに基づいて配分された19世紀から20世紀への世紀転換期には連邦議会議員の行動はほぼ党派に分かれて行われるものだったが、20世紀以降は議会政党の規律は弱まった。「皇帝」と称された下院議長ジョセフ・ガーニー・キャノンが失脚（1910年）したことや、20世紀初頭から大統領権限が強化されるようになったことがこの傾向を強めたとされる。
ただし1960年代以降には党派対立が深まったり、大統領の果たす役割が大きくなってコートテイル現象（連邦議会選挙の結果が大統領選挙の結果と連動する現象）が発生しやすくなったことがあって、とりわけ下院の重要法案採決について政党規律が強まっているとの指摘がある。特に近年は選挙資金が増大傾向にあるため、各候補たちは政党から支給される資金への依存度を高めており、結果、党の政治活動委員会（PAC）の資金配分に関わる政党指導部が議員たちへの影響力を強めているのではないかと考えられている。
加えて、各議員の委員会への配属や、議会での発言の機会、その時間の決定などに政党が大きな役割を果たすようになったことも議員の党指導部への忠誠が強くなる傾向に拍車をかけている。また自らの再選のため重要な法案を通す場合には他の候補との協力が必要であり（ログ・ローリングと呼ばれる）、その取引コストを低下させるためにも政党を意識した行動をする議員が増えてきている。

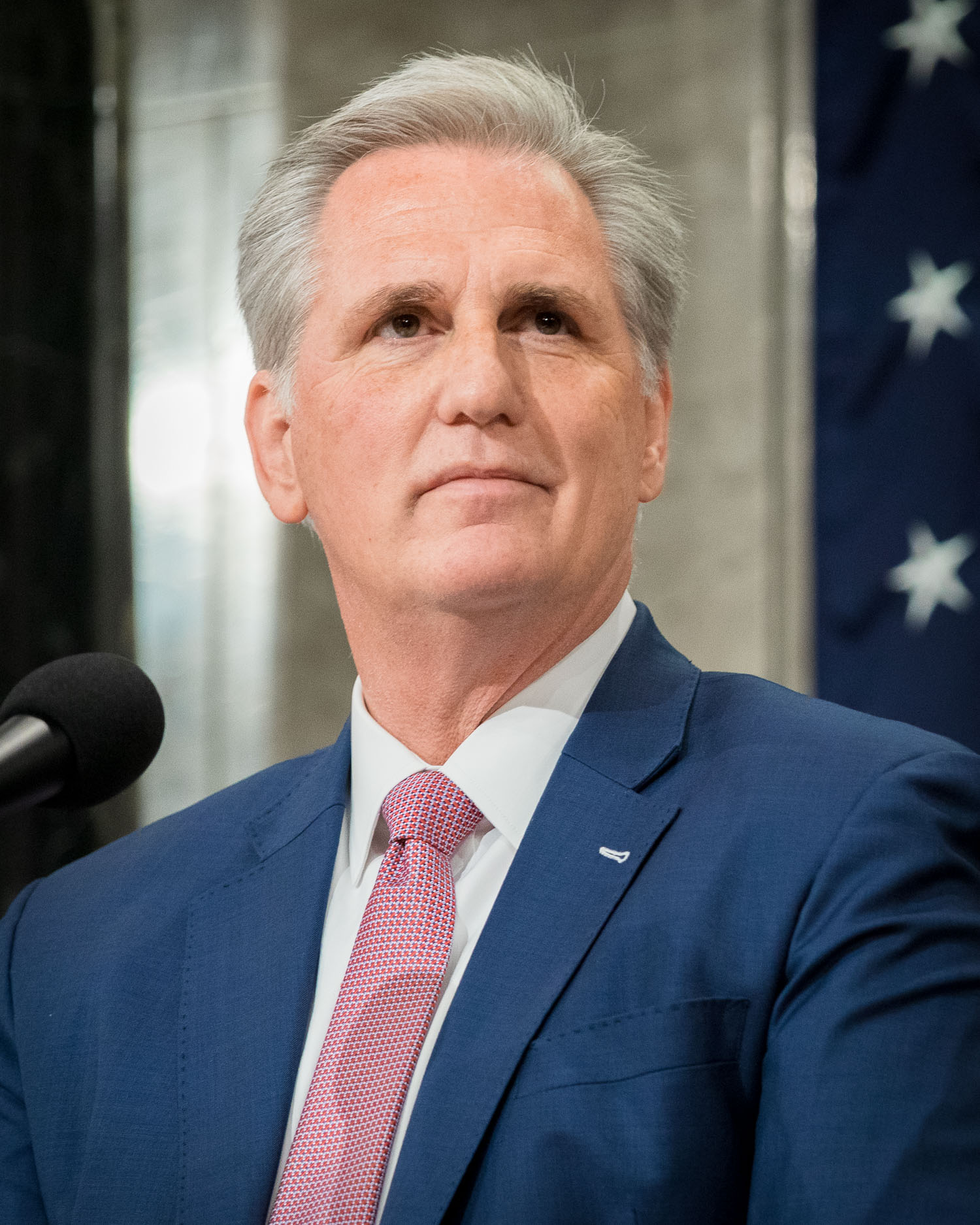
現在の共和党下院院内総務ケビン・マッカーシー
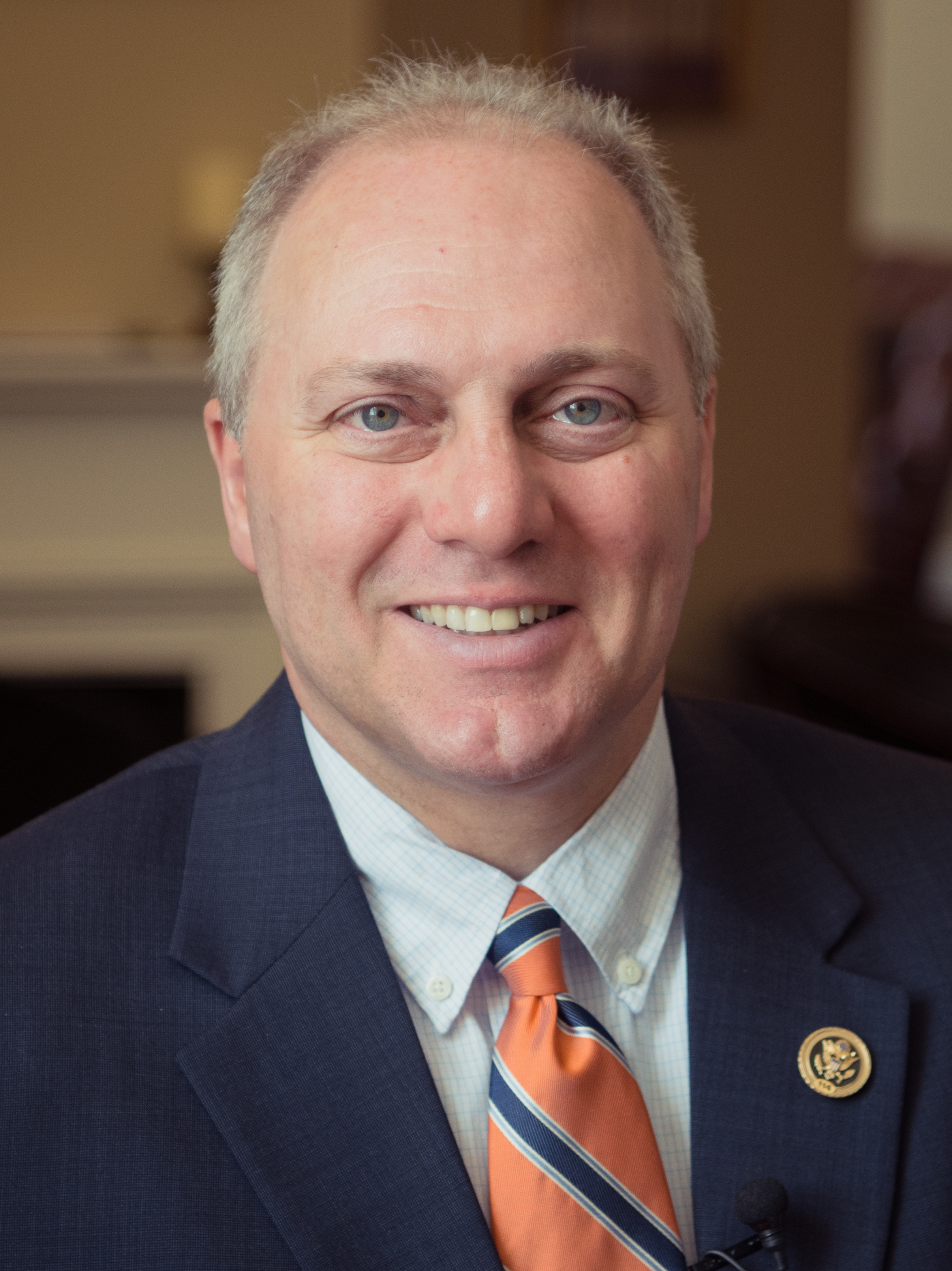
現在の共和党下院院内幹事スティーブ・スカリース（英語版）
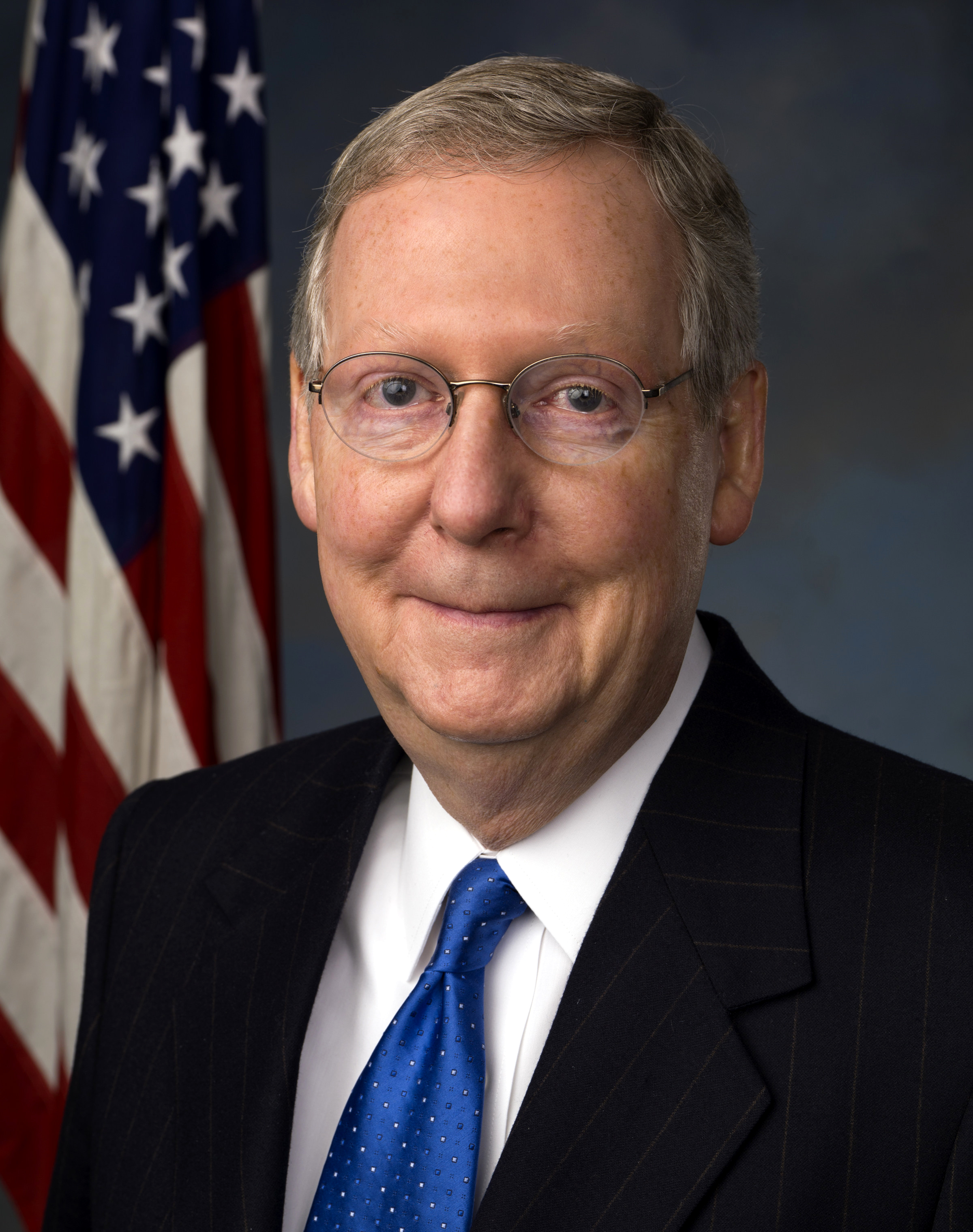
現在の共和党上院院内総務ミッチ・マコーネル
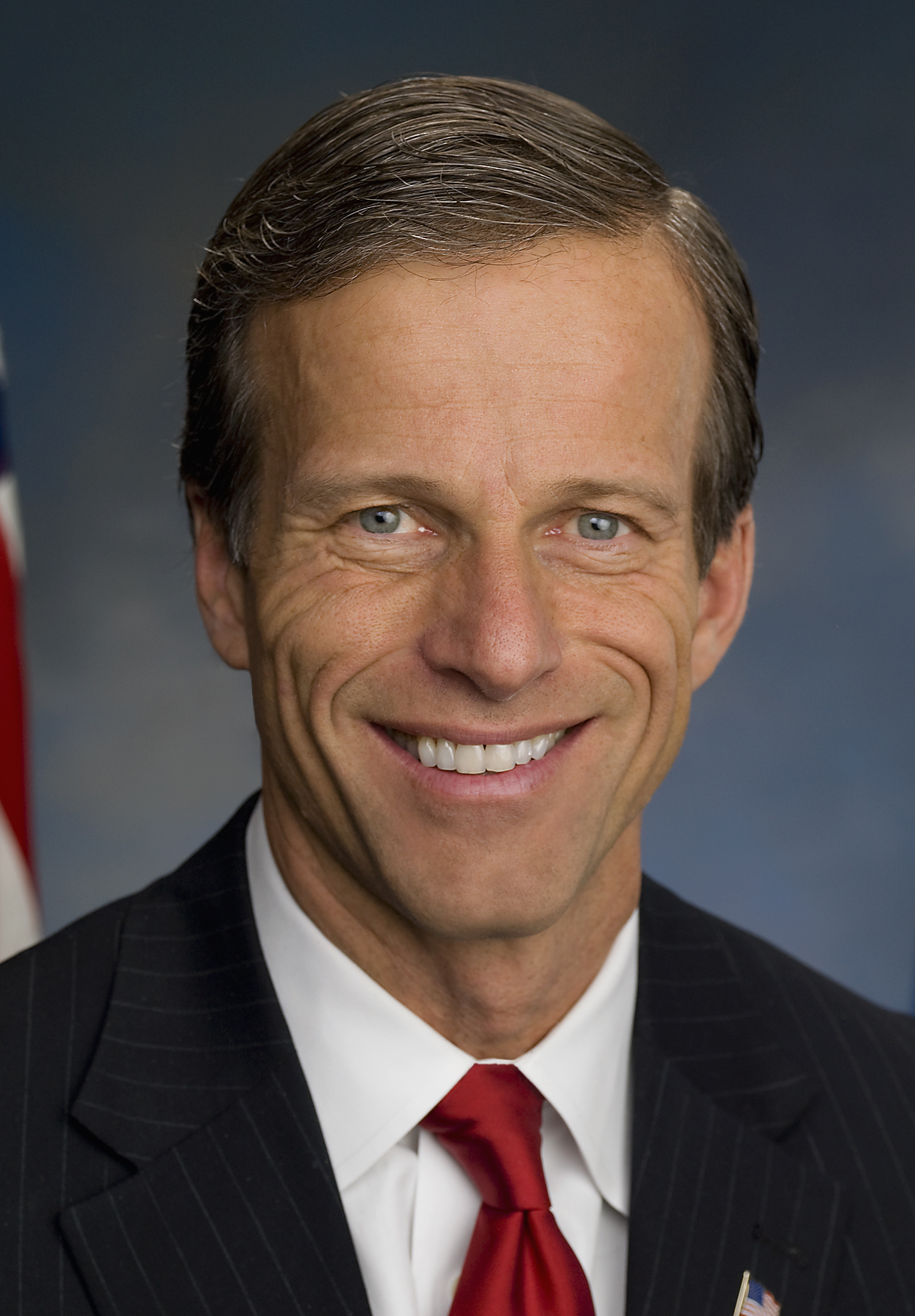
現在の共和党上院院内幹事ジョン・スーン

### 連邦議会選挙結果
| 下院      | 下院      | 下院  |                             | 大統領1  |       | 上院      | 上院 | 上院 |
| 選挙年    | 獲得議席1 | 増減2 | 獲得議席1                   | 大統領1  | 増減2 | 選挙年    |      |      |
| 1854/55年 | 13 / 234  |       | フランクリン・ピアース      | 3 / 62   |       | 1854/55年 |      |      |
| 1856/57年 | 90 / 237  | 45    | ジェームズ・ブキャナン      | 18 / 62  | 7     | 1856/57年 |      |      |
| 1858/59年 | 113 / 238 | 23    | ジェームズ・ブキャナン      | 25 / 66  | 5     | 1858/59年 |      |      |
| 1860/61年 | 106 / 183 | 10    | エイブラハム・リンカーン    | 29 / 68  | 3     | 1860/61年 |      |      |
| 1862/63年 | 87 / 184  | 21    | エイブラハム・リンカーン    | 32 / 68  | 1     | 1862/63年 |      |      |
| 1864/65年 | 150 / 193 | 40    | エイブラハム・リンカーン    | 33 / 72  | 2     | 1864/65年 |      |      |
| 1866/67年 | 173 / 224 | 23    | アンドリュー・ジョンソン    | 39 / 72  | 2     | 1866/67年 |      |      |
| 1868/69年 | 171 / 243 | 4     | ユリシーズ・グラント        | 57 / 74  | 0     | 1868/69年 |      |      |
| 1870/71年 | 138 / 243 | 33    | ユリシーズ・グラント        | 58 / 74  | 4     | 1870/71年 |      |      |
| 1872/73年 | 199 / 292 | 61    | ユリシーズ・グラント        | 54 / 74  | 2     | 1872/73年 |      |      |
| 1874/75年 | 103 / 293 | 92    | ユリシーズ・グラント        | 42 / 74  | 10    | 1874/75年 |      |      |
| 1876/77年 | 136 / 293 | 33    | ラザフォード・ヘイズ        | 39 / 76  | 6     | 1876/77年 |      |      |
| 1878/79年 | 132 / 293 | 4     | ラザフォード・ヘイズ        | 31 / 76  | 7     | 1878/79年 |      |      |
| 1880年    | 151 / 293 | 19    | ジェームズ・ガーフィールド  | 37 / 76  | 5     | 1880/81年 |      |      |
| 1882年    | 117 / 325 | 34    | チェスター・A・アーサー     | 37 / 76  | 0     | 1882/83年 |      |      |
| 1884年    | 141 / 325 | 24    | グロバー・クリーブランド    | 37 / 76  | 1     | 1884/85年 |      |      |
| 1886年    | 152 / 325 | 11    | グロバー・クリーブランド    | 38 / 76  | 2     | 1886/87年 |      |      |
| 1888年    | 179 / 332 | 27    | ベンジャミン・ハリソン      | 38 / 76  | 0     | 1888/89年 |      |      |
| 1890年    | 86 / 332  | 93    | ベンジャミン・ハリソン      | 43 / 85  | 4     | 1890/91年 |      |      |
| 1892年    | 124 / 356 | 38    | グロバー・クリーブランド    | 38 / 88  | 9     | 1892/93年 |      |      |
| 1894年    | 253 / 356 | 110   | グロバー・クリーブランド    | 39 / 88  | 2     | 1894/95年 |      |      |
| 1896年    | 206 / 357 | 48    | ウィリアム・マッキンリー    | 46 / 90  | 2     | 1896/97年 |      |      |
| 1898年    | 187 / 357 | 19    | ウィリアム・マッキンリー    | 50 / 90  | 6     | 1898/99年 |      |      |
| 1900年    | 200 / 357 | 13    | ウィリアム・マッキンリー    | 48 / 90  | 3     | 1900/01年 |      |      |
| 1902年    | 206 / 386 | 63    | セオドア・ルーズベルト      | 55 / 90  | 0     | 1902/03年 |      |      |
| 1904年    | 251 / 386 | 45    | セオドア・ルーズベルト      | 56 / 90  | 1     | 1904/05年 |      |      |
| 1906年    | 223 / 391 | 28    | セオドア・ルーズベルト      | 60 / 90  | 3     | 1906/07年 |      |      |
| 1908年    | 218 / 391 | 5     | ウィリアム・タフト          | 59 / 92  | 2     | 1908/09年 |      |      |
| 1910年    | 161 / 435 | 57    | ウィリアム・タフト          | 50 / 92  | 9     | 1910/11年 |      |      |
| 1912年    | 134 / 435 | 28    | ウッドロウ・ウィルソン      | 45 / 96  | 7     | 1912/13年 |      |      |
| 1914年    | 196 / 435 | 62    | ウッドロウ・ウィルソン      | 41 / 96  | 3     | 1914年    |      |      |
| 1916年    | 215 / 435 | 19    | ウッドロウ・ウィルソン      | 42 / 96  | 2     | 1916年    |      |      |
| 1918年    | 240 / 435 | 24    | ウッドロウ・ウィルソン      | 49 / 96  | 6     | 1918年    |      |      |
| 1920年    | 303 / 435 | 634   | ウォレン・ハーディング      | 59 / 96  | 10    | 1920年    |      |      |
| 1922年    | 225 / 435 | 77    | ウォレン・ハーディング      | 53 / 96  | 7     | 1922年    |      |      |
| 1924年    | 247 / 435 | 22    | カルビン・クーリッジ        | 54 / 96  | 3     | 1924年    |      |      |
| 1926年    | 238 / 435 | 9     | カルビン・クーリッジ        | 49 / 96  | 7     | 1926年    |      |      |
| 1928年    | 270 / 435 | 32    | ハーバート・フーバー        | 53 / 96  | 6     | 1928年    |      |      |
| 1930年    | 218 / 435 | 524   | ハーバート・フーバー        | 48 / 96  | 8     | 1930年    |      |      |
| 1932年    | 117 / 435 | 101   | フランクリン・ルーズベルト  | 37 / 96  | 11    | 1932年    |      |      |
| 1934年    | 103 / 435 | 14    | フランクリン・ルーズベルト  | 25 / 96  | 10    | 1934年    |      |      |
| 1936年    | 88 / 435  | 15    | フランクリン・ルーズベルト  | 17 / 96  | 5     | 1936年    |      |      |
| 1938年    | 169 / 435 | 81    | フランクリン・ルーズベルト  | 23 / 96  | 8     | 1938年    |      |      |
| 1940年    | 162 / 435 | 7     | フランクリン・ルーズベルト  | 28 / 96  | 4     | 1940年    |      |      |
| 1942年    | 209 / 435 | 47    | フランクリン・ルーズベルト  | 38 / 96  | 9     | 1942年    |      |      |
| 1944年    | 191 / 435 | 18    | フランクリン・ルーズベルト  | 38 / 96  | 1     | 1944年    |      |      |
| 1946年    | 246 / 435 | 55    | ハリー・S・トルーマン       | 51 / 96  | 12    | 1946年    |      |      |
| 1948年    | 171 / 435 | 75    | ハリー・S・トルーマン       | 42 / 96  | 9     | 1948年    |      |      |
| 1950年    | 199 / 435 | 28    | ハリー・S・トルーマン       | 47 / 96  | 5     | 1950年    |      |      |
| 1952年    | 221 / 435 | 22    | ドワイト・D・アイゼンハワー | 49 / 96  | 2     | 1952年    |      |      |
| 1954年    | 203 / 435 | 18    | ドワイト・D・アイゼンハワー | 47 / 96  | 2     | 1954年    |      |      |
| 1956年    | 201 / 435 | 2     | ドワイト・D・アイゼンハワー | 47 / 96  | 0     | 1956年    |      |      |
| 1958年    | 153 / 435 | 48    | ドワイト・D・アイゼンハワー | 34 / 98  | 13    | 1958年    |      |      |
| 1960年    | 175 / 435 | 22    | ジョン・F・ケネディ         | 35 / 100 | 1     | 1960年    |      |      |
| 1962年    | 176 / 435 | 1     | ジョン・F・ケネディ         | 34 / 100 | 3     | 1962年    |      |      |
| 1964年    | 140 / 435 | 36    | リンドン・ジョンソン        | 32 / 100 | 2     | 1964年    |      |      |
| 1966年    | 187 / 435 | 47    | リンドン・ジョンソン        | 38 / 100 | 3     | 1966年    |      |      |
| 1968年    | 192 / 435 | 5     | リチャード・ニクソン        | 42 / 100 | 5     | 1968年    |      |      |
| 1970年    | 180 / 435 | 12    | リチャード・ニクソン        | 44 / 100 | 2     | 1970年    |      |      |
| 1972年    | 192 / 435 | 12    | リチャード・ニクソン        | 41 / 100 | 2     | 1972年    |      |      |
| 1974年    | 144 / 435 | 48    | ジェラルド・フォード        | 38 / 100 | 3     | 1974年    |      |      |
| 1976年    | 143 / 435 | 1     | ジミー・カーター            | 38 / 100 | 1     | 1976年    |      |      |
| 1978年    | 158 / 435 | 15    | ジミー・カーター            | 41 / 100 | 3     | 1978年    |      |      |
| 1980年    | 192 / 435 | 34    | ロナルド・レーガン          | 53 / 100 | 12    | 1980年    |      |      |
| 1982年    | 166 / 435 | 26    | ロナルド・レーガン          | 54 / 100 | 0     | 1982年    |      |      |
| 1984年    | 182 / 435 | 16    | ロナルド・レーガン          | 53 / 100 | 2     | 1984年    |      |      |
| 1986年    | 177 / 435 | 5     | ロナルド・レーガン          | 45 / 100 | 8     | 1986年    |      |      |
| 1988年    | 175 / 435 | 2     | ジョージ・H・W・ブッシュ    | 45 / 100 | 1     | 1988年    |      |      |
| 1990年    | 167 / 435 | 8     | ジョージ・H・W・ブッシュ    | 44 / 100 | 1     | 1990年    |      |      |
| 1992年    | 176 / 435 | 9     | ビル・クリントン            | 43 / 100 | 0     | 1992年    |      |      |
| 1994年    | 230 / 435 | 54    | ビル・クリントン            | 53 / 100 | 8     | 1994年    |      |      |
| 1996年    | 227 / 435 | 3     | ビル・クリントン            | 55 / 100 | 2     | 1996年    |      |      |
| 1998年    | 223 / 435 | 4     | ビル・クリントン            | 55 / 100 | 0     | 1998年    |      |      |
| 2000年    | 221 / 435 | 2     | ジョージ・W・ブッシュ       | 50 / 100 | 46    | 2000年    |      |      |
| 2002年    | 229 / 435 | 8     | ジョージ・W・ブッシュ       | 51 / 100 | 2     | 2002年    |      |      |
| 2004年    | 232 / 435 | 3     | ジョージ・W・ブッシュ       | 55 / 100 | 4     | 2004年    |      |      |
| 2006年    | 202 / 435 | 30    | ジョージ・W・ブッシュ       | 49 / 100 | 6     | 2006年    |      |      |
| 2008年    | 178 / 435 | 21    | バラク・オバマ              | 41 / 100 | 8     | 2008年    |      |      |
| 2010年    | 242 / 435 | 63    | バラク・オバマ              | 47 / 100 | 6     | 2010年    |      |      |
| 2012年    | 234 / 435 | 8     | バラク・オバマ              | 45 / 100 | 2     | 2012年    |      |      |
| 2014年    | 247 / 435 | 13    | バラク・オバマ              | 54 / 100 | 9     | 2014年    |      |      |
| 2016年    | 241 / 435 | 6     | ドナルド・トランプ          | 52 / 100 | 2     | 2016年    |      |      |
| 2018年    | 200 / 435 | 41    | ドナルド・トランプ          | 53 / 100 | 2     | 2018年    |      |      |
| 2020年    | 213 / 435 | 11    | ジョー・バイデン            | 50 / 100 | 37    | 2020年    |      |      |
| 2022年    | 222 / 435 | 9     | ジョー・バイデン            | 49 / 100 | 17    | 2022年    |      |      |
| 2024年    | 219 / 435 | 3     | ドナルド・トランプ          | 53 / 100 | 4     | 2024年    |      |      |

1. ^ 獲得議席の欄の色は多数派を占めた政党色。大統領の欄の色は大統領の所属党派。  共和党  民主党  ホイッグ党  国民共和党
2. ^ 選挙の直前と直後の比較
3. ^ 共和党議席数には独立共和党派（英語版）の3議員含む
4. ^ 共和党議席数には独立共和党派の1議員含む
5. ^ 1931年12月の議会開会式までに共和党217、民主党218になり、民主党のジョン・N・ガーナーが下院議長に選出された
6. ^ 副大統領ディック・チェイニーは2001年ブッシュ大統領就任式以来、2001年6月6日に共和党上院議員ジム・ジェフォーズ（英語版）が共和党を離党して民主党へ移るまで議長決裁で共和党に上院の過半数を与えていた。
7. ^ 副大統領カマラ・ハリスは2021年バイデン大統領就任式以来、議長決裁で民主党に上院の過半数を与えている[122]。